# Nidularium procerum
Nidularium procerum är en gräsväxtart som beskrevs av Carl Lindman. Nidularium procerum ingår i släktet Nidularium och familjen Bromeliaceae. Inga underarter finns listade i Catalogue of Life.